# Postobón (equipo ciclista)
Postobón fue un equipo ciclista profesional colombiano de ruta activo entre 1986 y 1996.

## Historia

### Reconocimiento del ciclismo colombiano
En 1980, el colombiano Alfonso Flórez ganó la prueba más importante del ciclismo aficionado en Europa Occidental, el Tour de l'Avenir, superando a los mejores ciclistas aficionados, la mayoría de Europa del Este.
En la misma temporada, los organizadores de las grandes vueltas tuvieron la idea de abrir las competencias a los mejores corredores aficionados. La idea principal fue el enfrentar en las mismas competiciones a los mejores corredores profesionales de Europa Occidental con los mejores ciclistas aficionados del este de Europa.
En 1983, el Tour de Francia fue la primera gran vuelta en abrir la disputa, pero el único equipo aficionado que reunía la experiencia, era el equipo colombiano liderado por Alfonso Flórez patrocinado por pilas Varta.
En 1984, el equipo nacional aficionado de Colombia llega al Tour de Francia con un equipo más fuerte, del que hacía parte Luis Herrera. Este fue el encargado de lograr la primera victoria de un ciclista aficionado en una gran vuelta en la etapa con llegada al Alpe d'Huez.
Gracias al éxito alcanzado y al entusiasmo generado, se creó en 1985 el primer equipo colombiano de ciclismo profesional, el Café de Colombia. En el primer año, los resultados fueron excelentes (3 victorias de etapa y los premios de montaña en el Tour de Francia, victoria final en el Tour de l'Avenir 1985).

### La creación del equipo Postobón y la rivalidad con Café de Colombia
En 1986, después de los logros de los ciclistas colombianos, surgió un nuevo equipo profesional, el equipo ciclista Postobón. Estaba patrocinado por una empresa de bebidas gaseosas, Postobón S.A. Rápidamente el equipo tomó el nombre de Manzana Postobón, el nombre de uno de los principales productos de la marca patrocinadora.
Los resultados no se hicieron esperar y el equipo, dirigido por Raúl Mesa, disputó la hegemonía de Café de Colombia en la competencias nacionales. En 1987, el equipo ganó la Vuelta a Colombia, por intermedio de su capo escuadra Pablo Wilches.
Fue hasta después de 1990, año en que se retiró el equipo Café de Colombia, que Postobón obtuvo toda suerte de éxitos a nivel nacional: 2 vueltas a Colombia, 2 clásicos RCN, 2 Clásicas de Boyacá y el Campeonato de Colombia de Ciclismo en Ruta. En Europa, los resultados fueron más variados: 1 podio y una victoria de etapa en la Dauphiné Libéré, un podio, la camiseta de mejor escalador en la Vuelta a España 1987 en cinco participaciones.
El equipo participó el primer año de su existencia en el Tour de Francia, sin resultados notables, logrando solo un 15.º lugar en la clasificación general final, aparte de un 4.º lugar en el Alpe d'Huez, logrado por Reynel Montoya. En el Tour de 1987, su líder Pablo Wilches, después de tomar cuatro minutos sobre los favoritos en la 11.ª etapa, se clasificó 3.º y 4.º en las etapas pirinéicas, retrocedió a la 6.ª posición en la clasificación general en la 14.ª étape. Luego permaneció entre la 6.ª y 9.ª plaza de la general antes de abandonar en la 20.ª etapa.
En 1988 y 1989, los resultados del equipo no fueron suficientes para ser tenidos en cuenta por la organización del Tour. En 1990, el buen desempeño realizado por Álvaro Mejía en la Dauphiné Libéré, le permitió al equipo participar de nuevo en el Tour de Francia, en ausencia entre otros, de Luis Herrera y el equipo Café de Colombia. Los mejores resultados obtenidos durante esa temporada fueron el 16.º lugar en la clasificación general de William Palacio y el 4.º puesto en el arribo a St-Gervais de Reynel Montoya.

### El apogeo del equipo
En 1991, tras el retiro de Café de Colombia, el equipo Postobón incorporó a Luis Herrera. Su objetivo era participar en el Tour de Francia, en el que no pudo participar debido a que su equipo no fue invitado por falta de resultados en 1990. Ganó la clasificación de la montaña y una etapa en la Vuelta a España. Unas semanas más tarde, triunfó en la Dauphiné Libéré, dominando a sus adversarios en los puertos de Saboya. Su victoria de etapa lograda en el Volta a Cataluña. asociado al triunfo de Álvaro Sierra en la Vuelta a Colombia , le permitió a Postobón participar en el Tour de France. Los resultados del equipo fueron decepcionantes, solo  Alberto Camargo y Álvaro Mejía finalizaron dentro de los 20 primeros de la clasificación general.
En 1990 y 1991, los ciclistas lituanos participaron en la Vuelta a Colombia, inicialmente bajo la bandera de la Unión Soviética y posteriormente por su país recién independizado. Ganaron seis etapas en dos años,· y en 1992 el equipo Postobón los contrató por su calidad como rodadores, con el fin de llevar y proteger en el terreno llano a sus coequiperos escaladores en las carreras europeas. Artūras Kasputis aprovechando sus condiciones de contrarrelojista, ganó la Ruta del Sur y la Chrono des Herbiers. Durante ese año, el equipo cumplió una campaña destacada. En su último año como profesional, Luis Herrera triunfó en la Vuelta a Aragón y se clasificó en la posición 8.ª del Giro de Italia, ganando una etapa. Alberto Camargo, aparte del triunfo obtenido en la Vuelta a los Valles Mineros por su compañero William Palacio, disputó el Clásico RCN con Claudio Chiappucci obteniendo la victoria final. También obtuvo la posición 5.ª en la Dauphiné Libéré. Álvaro Mejía ganó también la Vuelta a Murcia de ese año.

### 1993-1996 calendario nacional
A causa del pobre resultado en el Tour, el equipo Postobón salió del circuito internacional para finales de 1992.
De 1993 a 1996, el equipo se concentró en un calendario casi exclusivamente suramericano y nacional. Solo en 1994 el equipo se asoció con un equipo patrocinador portugués W52 - Quintanilha para disputar algunas carreras en Europa, en su mayor parte portuguesas. 
Durante los años siguientes, el equipo fue dirigido por el ciclista de ruta profesional retirado Alfonso López, con triunfos en la Vuelta a Colombia y Clásico RCN en 1994, el Campeonato de Colombia de Ciclismo en Ruta en 1995 y la Vuelta a Boyacá en dos ocasiones.
Estos años estuvieron marcados por la muerte de tres ciclistas del equipo (Néstor Mora, Augusto Triana y Hernán Patiño) durante un entrenamiento.

## Corredor mejor clasificado en las Grandes Vueltas
| Año  | Giro de Italia    | Tour de Francia      | Vuelta a España             |
| ---- | ----------------- | -------------------- | --------------------------- |
| 1986 | -                 | 15.º Reynel Montoya  | 13.º Omar Hernández         |
| 1987 | -                 | 24.º Omar Hernández  | 5.º Óscar de Jesús Vargas   |
| 1988 | -                 | -                    | 21.º Carlos Mario Jaramillo |
| 1989 | -                 | -                    | 3.º Óscar de Jesús Vargas   |
| 1990 | -                 | 16.º William Palacio | 13.º Carlos Mario Jaramillo |
| 1991 | -                 | 18.º Alberto Camargo | 13.º Lucho Herrera          |
| 1992 | 8.º Lucho Herrera | 32.º Arūnas Čepelė   | 14.º Alberto Camargo        |
| 1993 | -                 | -                    | -                           |
| 1994 | -                 | -                    | -                           |
| 1995 | -                 | -                    | -                           |
| 1996 | -                 | -                    | -                           |

## Principales victorias
1987
- 1 etapa de la Vuelta a España (Omar Hernández)
- Vuelta a Colombia (Pablo Wilches)
- Vuelta a Boyacá[23] (Pablo Wilches)

1988
- Vuelta a Boyacá[23] (Néstor Mora)

1989
- Clásico RCN (Álvaro Mejía)
- Mejor escalador en la Vuelta a España (Óscar de Jesús Vargas)
- Campeonato de Colombia de Ciclismo en Ruta   (Reynel Montoya)

1990
- 1 etapa del Dauphiné Libéré[3] (Álvaro Mejía)
- Campeonato de Colombia de Ciclismo en Ruta   (William Pulido)
- Vuelta a Colombia (Gustavo Wilches)
- Clásico RCN (Gustavo Wilches)

1991
- Dauphiné Libéré[8] (Luis Herrera)
- 1 etapa de la Dauphiné Libéré[8] (Luis Herrera)
- 1 etapa de la Volta a Cataluña[10] (Luis Herrera)
- 1 etapa de la Vuelta a España (Luis Herrera)
- Mejor escalador de la Vuelta a España (Luis Herrera)
- Vuelta a Galicia, más 1 etapa[24] (Álvaro Mejía)
- Campeonato de Colombia de Ciclismo en Ruta   (Jorge León Otálvaro)
- Vuelta a Colombia (Álvaro Sierra)

1992
- Clásico RCN (Alberto Camargo)
- Vuelta a los Valles Mineros, más 1 etapa[18] (Alberto Camargo)
- Vuelta a Aragón, más 1 etapa[17] (Luis Herrera)
- 1 etapa del Giro de Italia (Luis Herrera)
- Ruta del Sur, más 1 etapa[16] (Arturas Kasputis)
- Chrono des Herbiers (Arturas Kasputis)
- Vuelta a Murcia (Álvaro Mejía)
- Campeonato de Colombia de Ciclismo en Ruta   (Jorge León Otálvaro)
- 1 etapa del Dauphiné Libéré[25] (William Palacio)

1993
- Vuelta a Boyacá[23] (Raúl Montaña)

1994
- Vuelta a Colombia  (José Jaime González)
- Clásico RCN (Julio César Aguirre)

1995
- Campeonato de Colombia de Ciclismo en Ruta   (Efraín Rico)

1996
- Vuelta a Boyacá[23] (Julio César Rangel)

## Directores deportivos
- 1986-1992: José Raúl Meza[2]
- 1993-1996: Alfonso López (N. B.: Director deportivo adjunto en 1992)[21]

## Corredores Históricos
- Alberto Camargo
- Martín Farfán
- Omar Hernández
- Luis Herrera
- Carlos Mario Jaramillo
- Artūras Kasputis
- Remigius Lupeikis
- Álvaro Mejía
- Gerardo Moncada
- Reynel Montoya
- Néstor Mora
- William Palacio
- Francisco Rodríguez
- Óscar de Jesús Vargas
- Pablo Wilches